# Langis (canton)
Langis est un canton canadien de l'est du Québec situé dans la région administrative du Bas-Saint-Laurent dans la vallée de la Matapédia.  Il fut proclamé officiellement le 13 juin 1925.  Il couvre une superficie de 13 880 hectares.

## Toponymie
Le toponyme Langis est en l'honneur de monseigneur Louis-Jacques Langis (1843 - 1916) qui fut vicaire général de l'Archidiocèse de Rimouski, enseignant et directeur au Séminaire de Québec ainsi que curé des paroisses de L'Isle-Verte et de Saint-Octave-de-Métis.